# Atentado de Kabul de mayo de 2017
El atentado de Kabul de mayo de 2017 ocurrió el 31 de mayo cuando un camión bomba explotó en una intersección en Kabul cerca de la embajada de Alemania sobre las 8:25 hora local (3:55 GMT), durante la hora punta, causando unos 90 muertos y 400 heridos, la mayoría civiles, con la embajada y otros edificios dañados. El atentado también ha afectado a las embajadas de Francia y de China, y ha dañado el hospital de la ONG italiana Emergency. Fue el atentado más grave que se produjo en Kabul en diez meses, desde el atentado en Kabul de julio de 2016.
El cuartel diplomático donde tuvo lugar la explosión de la bomba es una de las áreas con mayor fortificación de la ciudad, con paredes de 3 metros de altura y que requiere acceso privado con puntos de control.
Aún se desconoce que grupo perpetró el ataque, pero los talibanes niegan su implicación.

## Autoría
El portavoz de la guerrilla de los talibanes, Zabihullah Mujahid, ha negado cualquier implicación de los mismos, condenando a esta ataque como «operaciones indiscriminadas que causan víctimas civiles».

## Reacciones

### Nacionales
- — El presidente afgano Ashraf Ghani Ahmadzai ha condenado el ataque a través de la red social Twitter y ha expresado la matanza como «crimen contra la humanidad».[11] La red de inteligencia de Afganistán responsabilizo a la Red Haqqani de ser el autor del atentado, también acusó a la agencia de inteligencia de Pakistán de apoyar a grupos terroristas en territorio afgano y de ser el autor intelectual del atentado en Kabul, por lo que el gobierno afgano decidió cancelar eventos binacionales programados con Pakistán.[12][13]
- — El grupo insurgente de los talibanes negó ser el perpetrador del ataque. «Esta explosión no tiene nada que ver con los muyahidines del Emirato Islámico [de Afganistán].» El grupo además condenó el ataque.[14]

### Internacionales
- — El ministro de asuntos exteriores de Pakistán a través del su portavoz Nafees Zakaria condenó el ataque y afirmó que el gobierno de su país no tuvo ninguna participación en el atentado, además dijo que la acusación afgana es falsa «por carecer de base», también dijo que «la retórica de culpar a otros» en mención al conflicto afgano, no ayuda a nadie.[15]
- — El Gobierno de Alemania suspendió las deportaciones masivas de ciudadanos afganos que pedían ingresar al país, la embajada alemana en Kabul fue uno de los edificios más afectados y por lo tanto se suspendió todo acto hasta su recuperación. La canciller alemana Angela Merkel se mostró inconforme con la idea y decidió que se reformulará la suspensión para que las deportaciones sigan pero en menor escala.[16][17]
- — La portavoz del ministerio de relaciones exteriores de Rusia, María Zajárova, condenó los ataques.[18]
- — La portavoz del ministerio de relaciones exteriores de la República Popular China, Hua Chunying, condenó los ataques.[19]
- — La Comisión Islámica de España condenó el ataque.[20]
- — El Gobierno de Turquía condenó los ataques.[21]
- — El Gobierno de Corea del Sur condenó los ataques.[22]
- Los gobiernos de los países latinoamericanos como Ecuador, Perú, México, Argentina y Uruguay mostraron por comunicados su total repudio al ataque y su apoyo al gobierno de Afganistán.[23][24][25][26][27][28]

#### Organizaciones internacionales
- — El secretario de las Naciones Unidas, António Guterres condenó el ataque,[29] mientras que el representante de la Misión de Asistencia de las Naciones Unidas en Afganistán Tadamichi Yamamoto calificó el ataque como «un acto de terrorismo y una grave violación del derecho humanitario.»[30]